# Guennadi Timtchenko
Guennadi Nikolaïevitch Timtchenko (ou Gennady Timchenko en transcription anglaise ; en russe : Геннадий Николаевич Тимченко), né le 9 novembre 1952, est un homme d'affaires russo-finlandais, ami de Vladimir Poutine. Il est le fondateur de la société de trading pétrolier Gunvor et le propriétaire du groupe d’investissement privé Volga Group (énergie, infrastructure et transport).
Il est également mécène, amateur d’art et de sport et dirigeant d'organisations économiques et sportives.
En 2013, le magazine Forbes le décrit comme « l’une des figures les plus influentes en Russie ». En 2019, sa fortune, estimée à 21,7 milliards de dollars, est la 49e la plus importante du monde.[réf. nécessaire]
En octobre 2021, son nom est cité dans les Pandora Papers.
En février 2022, ses avoirs sont gelés au Royaume-Uni et il n'a plus le droit de séjour dans ces pays à la suite de la crise russo-ukrainienne. Les États-Unis prennent également des sanctions contre lui et sa proche famille.

## Biographie

### Éducation et famille
Guennadi Timtchenko est né en 1952 à Gyumri en Arménie (à l'époque Leninakan, en République socialiste soviétique d’Arménie), d'un père militaire russe. Il passe une partie de son enfance en RDA et en République socialiste soviétique d'Ukraine.
Dans un entretien au Wall Street Journal paru en 2008, il explique être diplômé de l'Institut de mécanique de Saint-Pétersbourg (Leningrad à l'époque) comme ingénieur électromécanicien. Peu après l'obtention de son diplôme, il épouse Elena Ermakova, avec qui il a trois enfants, Xeniia (1989), Sergeï (1991) et Oksana (1994).

### Carrière
En 1977, il commence sa carrière comme ingénieur à l’usine d’Ijorski dans l'Oblast de Léningrad, qui se spécialise dans la construction de turbines électriques. Sa maîtrise de l'allemand lui permet ensuite de travailler au département de négoce de cette société d'État.
De 1982 à 1988, il travaille comme ingénieur sénior au Ministère du commerce extérieur.
En 1988, alors que la Russie commence à libéraliser son économie, il est promu à la tête de l'entreprise pétrolière publique KINEx, une division de la raffinerie de Kirichi, l’une des trois plus importantes en Russie soviétique. Guennadi Timtchenko est chargé de mettre en place les premiers réseaux d'exportation de produits pétroliers de l'URSS vers les pays occidentaux.
En 1991, il quitte la Russie et est embauché par la société finlandaise URALS FINLAND, spécialisée dans l'importation de pétrole russe vers l'Europe. Il obtient la nationalité finlandaise quelques années plus tard.
En 1995, la compagnie Urals Finland Oy est rebaptisée International Petroleum Products Oy (IPP), et Guennadi Timtchenko en devient le directeur général délégué puis son PDG.
En 1997, il cofonde, avec Torbjörn Törnqvist, la société de négoce pétrolier Gunvor.
Il vit depuis 2001 en Suisse.
En 2007, Guennadi Timtchenko crée le fonds privé d’investissement Volga Resources (rebaptisé Volga Group en 2013). Le groupe détient ses avoirs russes ainsi qu’internationaux, et couvre les secteurs de l’énergie, du transport, de l’infrastructure et de la construction, des services financiers et de la consommation.

## Gunvor
Guennadi Timtchenko est le cofondateur (avec Torbjörn Törnqvist) de Gunvor, une entreprise spécialisée dans les infrastructures et le commerce de produits pétroliers. La compagnie est immatriculée à Chypre, avec son bureau principal à Genève en Suisse, et des opérations internationales, y compris aux Bahamas, à Dubaï et à Singapour, où est établie sa filiale spécialisée dans le transport maritime du pétrole, Clearlake Shipping.
La compagnie exerce ses activités dans le négoce, le transport, l’entreposage, et l’optimisation de pétrole et d’autres produits énergétiques. Elle investit également dans les terminaux et ports pétroliers. Son activité principale consiste à sécuriser l’accès au pétrole brut en amont afin de l’acheminer vers les marchés au moyen de canalisations et pétroliers.
Bien que la Russie demeure le plus important marché exportateur de pétrole pour Gunvor (provenance d’un tiers de ses volumes), les sources d’approvisionnement de pétrole sont variées, avec plus de 35 pays. Parmi les partenaires commerciaux et clients de Gunvor, on trouve huit des 10, et 17 des 20 plus grandes compagnies pétrolières et énergétiques. La société fait également affaire avec plus de 50 institutions financières. Son chiffre d’affaires atteint 87,3 milliards de dollars en 2011 et 93,1 milliards de dollars en 2012.
En mars 2014, il est contraint de céder sa participation majoritaire dans Gunvor du fait des sanctions américaines contre la Russie, il est en effet placé sur une liste noire en représailles à l'annexion de la Crimée,.

## Volga Resources et prise de participation dans Novatek
En 2007, Guennadi Timtchenko fonde au Luxembourg le fonds d’investissement Volga Resources. L'objectif de ce fonds est d'« investir dans les valeurs mobilières ainsi que dans les autres actifs et instruments financiers (...) pour distribuer une augmentation à long terme du capital aux actionnaires ».
En octobre 2008, Guennadi Timtchenko annonce que Volga Resources a acheté 5 % du capital de la société de production de gaz Novatek, pour un montant de 500 millions de dollars. En mai 2009, Volga Resources a annoncé l’achat d’une participation de 13,13 % supplémentaire dans Novatek et Guennadi Timtchenko est élu au Conseil d'administration de la compagnie.
En octobre 2009, Volga Resources acquiert 54,1 % des actions de l'assureur allemand SOVAG (Schwazmeer und Ostsee Versicherungs-Aktiengesellschaft).
Au début de 2013, Volga Resources déclare les participations dans les entreprises suivantes :
- 23 % de la société de production de gaz "Novatek"[26]
- 60 % de la société minière "Kolmar"[26]
- 50 % de la compagnie gazière "Petromir"[26]
- 80 % de la compagnie de transport de produits pétroliers "Transoilgroup"[27]
- 89 % de la compagnie de construction de terminaux "Sakhatrans"[27]
- 63 % du groupe du secteur de la construction "Stroytransgaz"[28]
- 15,3 % de la société pétrochimique "Sibur Holding"[28]
- 25 % du groupe d’infrastructure et de construction "ARKS"[28]
- 25 % du groupe de construction "SK MOST"[28]
- 79 % de la société forestière "Rovrik Timber AB" (Suède)[28]
- 12,5 % de la société d’assurance "SOGAZ"[29]
- 49,1 % de la société d’assurance SOVAG AG (Allemagne)[29]
- 9 % de la banque "Rossiya"[29]
- 100 % de la société d'eau embouteillée, "Russian Time" (brand "Akvanika")[30].
- 50 % de la plus grande patinoire et lieu de spectacle de Finlande “Hartwall Areena"[31].

Lors de l’édition 2013 du Forum économique international de Saint-Pétersbourg, Timtchenko annonce la création du groupe « Volga Group » pour synthétiser la consolidation de ses actifs, et de la société de gestion « Volga Advisors », qui est mandatée de suivre et d’apporter son assistance aux entreprises du Volga Group. Timtchenko accorde plusieurs entretiens durant lesquels il mentionne la stratégie qu’il entend suivre pour son groupe. Il indique qu’au cours des prochaines années, le groupe entend se concentrer sur des projets d’infrastructure en Russie, secteur qui souffre d’un manque d’investissement présentement et qui devrait engendrer des bénéfices importants.

## Syrie
La société de Guennadi Timtchenko, Stroytransgaz a décroché en 2007 un contrat pour l’exploitation du champ de gaz de Twinan. Cette collaboration avec le régime syrien a été critiquée dès 2014 par l'opposition syrienne alors qu'un arrangement avait lieu entre le régime et l’État islamique pour se partager la production du site,. HESCO, entreprise de l'homme d'affaires syro-russe George Haswani, coopère avec Stroytransgaz depuis le début des années 2000. Haswani, pendant la guerre civile syrienne a été placé sous sanctions internationales pour avoir acheté du pétrole à l'État islamique pour le régime de Bachar el-Assad, pour un montant estimé à 120 000 dollars par jour[réf. nécessaire].

## Nationalité
Dans un entretien au Wall Street Journal, Timtchenko explique qu’il a renoncé à la nationalité russe en 1999 et est devenu citoyen finlandais.
Dans un entretien à l’édition russe du magazine Forbes le 26 octobre 2012, Guennadi Timtchenko affirme qu’il possède la double nationalité russo-finlandaise.

## Fortune
D’après le magazine Forbes, Timtchenko serait l’un des hommes les plus riches du monde :
|                                     | 2008 | 2009 | 2010 | 2011 | 2012 | 2013 | 2014 | 2016 |
| Fortune (milliards de dollars)      | 2.5  | 0.4  | 1.9  | 5.5  | 9.1  | 14.1 | 15,3 | 11,7 |
| Classement mondial                  | 462  | -    | 536  | 185  | 99   | 62   | 61   | 118  |
| Classement des milliardaires russes | 43   | 98   | 36   | 26   | 12   | 9    | 6    |      |

D’après le magazine Forbes, la fortune de Timtchenko en 2019 serait de 21,7 milliards de dollars.
Selon certaines sources médiatiques, en plus de ses intérêts commerciaux, Guennadi Timtchenko posséderait un bien immobilier à Genève en Suisse qui consisterait d’un peu plus d’un hectare de terrain et d’un espace intérieur de 341 m2. D’après le cadastre de Genève, le prix d’achat de ce bien est de 8,4 millions de francs suisses en 2001, soit 11 millions de dollars américains.
D’après les autorités fiscales finlandaises, ses revenus auraient été multipliés par 10 entre 1999 et 2001. En 2001, Timtchenko déclare des revenus de 4,9 millions d’euros. À cause d’un niveau d’imposition élevé, Guennadi Timtchenko déménage en Suisse en 2002.

## Propriétés
En France, le couple est le propriétaire des hôtels cinq étoiles « Le Club » sur la plage de Cavalière au Lavandou dans le Var  et le « Grand Cœur », à Méribel, en Haute-Savoie,.

## Mécénat
En 2007, Guennadi Timtchenko et la compagnie Surgutex fondent l’organisation caritative « Klioutch », qui aide au développement de foyers d’accueil professionnels dans les régions de Léningrad, Tambov et Riazan,.
En 2008, Timtchenko a créé à Genève l'ONG Fondation Neva avec sa femme Elena Timtchenko, dans le but de promouvoir et de financer des projets culturels en Suisse et en Russie, notamment le grand théâtre de Genève. Entre 2008 et 2018 une centaine de projets, dans les domaines de la musique, du théâtre, de la danse, de la littérature, de la peinture, de l’éducation et des échecs sont financés.
En 2010, Guennadi et Elena Timtchenko créent la Fondation Ladoga, renommée en 2013 Fondation Timtchenko, qui regroupe les activités philanthropiques de la famille,,,.
En 2011, Guennadi Timtchenko est élu président du Conseil économique de la CCI France Russie. La même année, il est nommé président du conseil et chef de la direction du TsKA, la principale équipe de hockey à Saint-Pétersbourg. En 2012, il est nommé président du conseil de la Ligue continentale de hockey (KHL).
En 2019, il participe au financement de la nouvelle ambassade de Suisse à Moscou,.
En 2020, il est annoncé qu'il contribuera à hauteur de 15,8 millions d'euros à la lutte contre l'épidémie de Covid-19 en Russie.
Il finance les activités sportives suivantes :
- Judo : en 1998, Timtchenko cofonde le club Yawara-Neva[66].
- Tennis : sa compagnie finlandaise IPP parraine un tournoi de tennis en plein air en Finlande en 2000, l’Open IPP. Selon des informations non confirmées, il aurait financé l’équipe nationale de Finlande de Coupe Davis ainsi qu’un grand nombre de joueurs de tennis russes[67].
- Hockey : il est président du SKA, le club de hockey de Saint-Pétersbourg[61] et président du conseil de la Ligue continentale de hockey, la KHL[68]. En Finlance, il cofonde avec les frères Rotenberg « Arena Events Oy », une entreprise d’organisation évènementielle qui acquiert 100 % des parts de la « Helsinki Hartwall Arena » et qui acquiert une participation dans l’équipe de hockey Jokerit[69].
- Échecs : en 2013, il est l’un des sponsors et organisateurs du Mémorial Alekhine[70].

## Distinctions
- 4 juillet 2013, Chevalier de l'Ordre national de la Légion d’honneur (pour son rôle dans l'entrée du groupe TotalEnergies au capital du gazier russe Novatek[71],[72],[73].